# Karpivți, Stara Sîneava
Karpivți (în ucraineană Карпівці) este un sat în comuna Pîleavka din raionul Stara Sîneava, regiunea Hmelnîțkîi, Ucraina.

## Demografie
Componența lingvistică a localității Karpivți
     Ucraineană (98,16%)
     Rusă (1,23%)
     Alte limbi (0,61%)
Conform recensământului din 2001, majoritatea populației localității Karpivți era vorbitoare de ucraineană (98,16%), existând în minoritate și vorbitori de rusă (1,23%).